# Гай Тураний Грацил
Гай Тураний Грацил (на латински: Gaius Turranius Gracilis) e политик на Римската империя.
Произлиза от плебейската фамилия Турании. През 7 – 4 пр.н.е. той е префект, управител на провинция Египет и praefectus annonaes след Публий Рубрий Варвар (13/12 пр.н.е.). Следващият префект е Публий Октавий (2/1 пр.н.е. – 3 г.). През 48 г. е praefectus rei frumentariae.